# Bracon emarginatus
Bracon emarginatus är en stekelart som beskrevs av Gaspard Auguste Brullé 1846. Bracon emarginatus ingår i släktet Bracon och familjen bracksteklar. Inga underarter finns listade.